# Kochbananenmehl

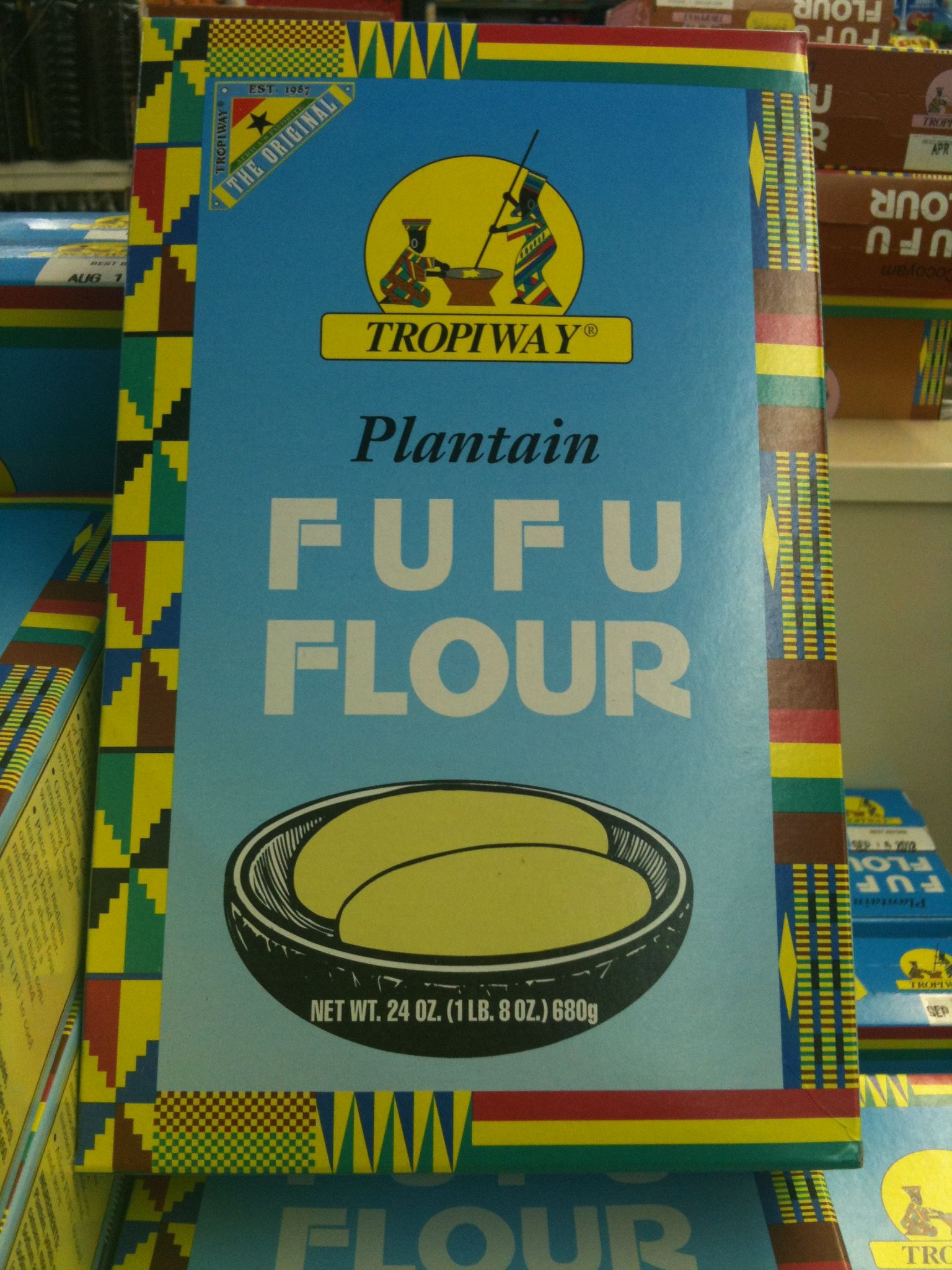
Fertigmischung mit Kochbananenmehl zur Herstellung von Fufu

Als Kochbananenmehl bezeichnet man unreife Kochbananen die getrocknet, zerhäckselt und anschließend gemahlen wurden. Es kann wie herkömmliche Mehle verwendet werden und hierbei je nach Anwendung herkömmliches Mehl komplett ersetzen. Sein hoher Gehalt an Ballaststoffen macht seinen Einsatz als Functional Food interessant. Außerdem kann es durch den hohen Stärkegehalt als Stärkeersatz und zum Binden von Soßen oder für die Puddingherstellung genutzt werden.